# 鎌ヶ谷大仏駅

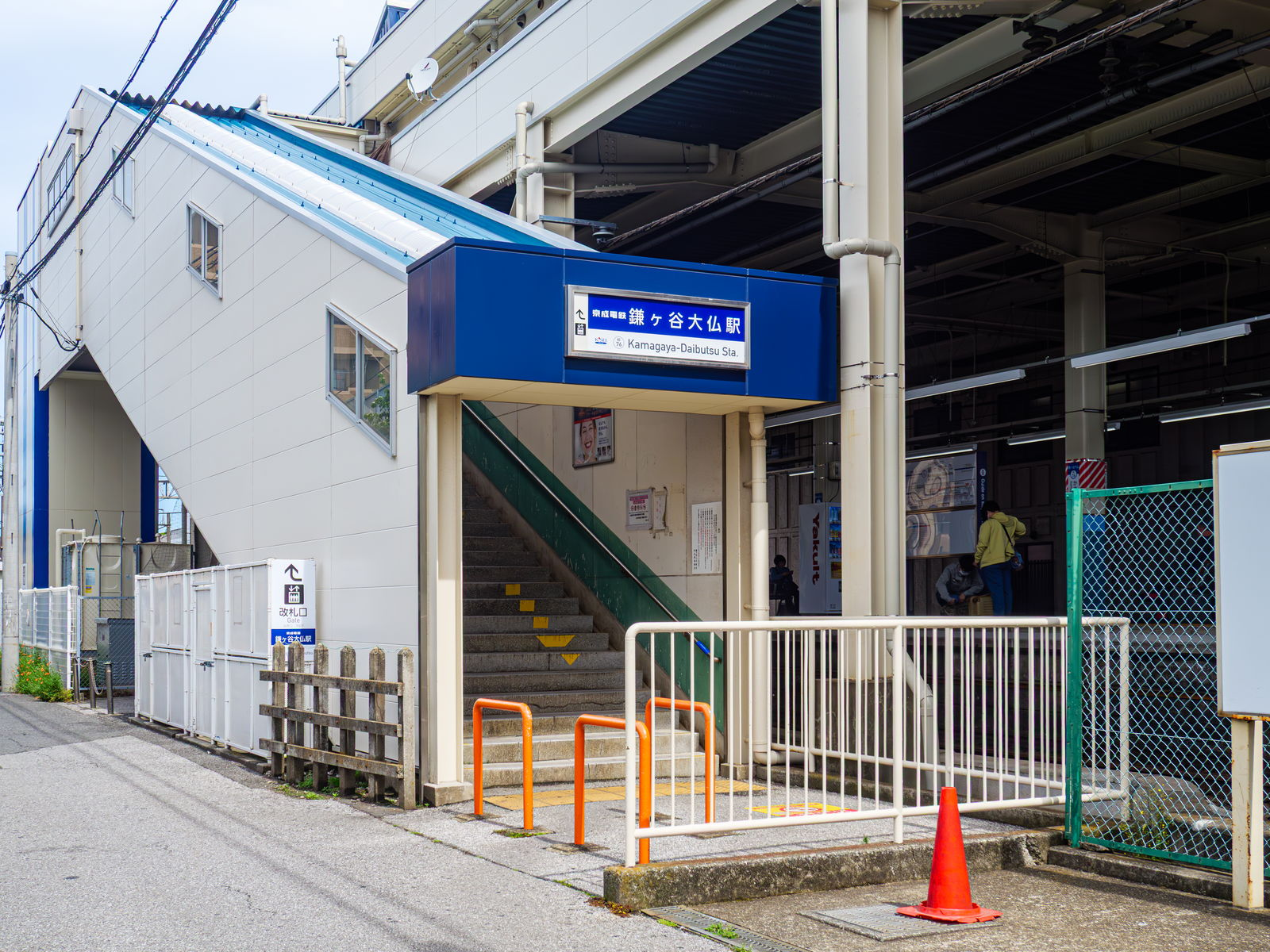
南口（2025年5月）

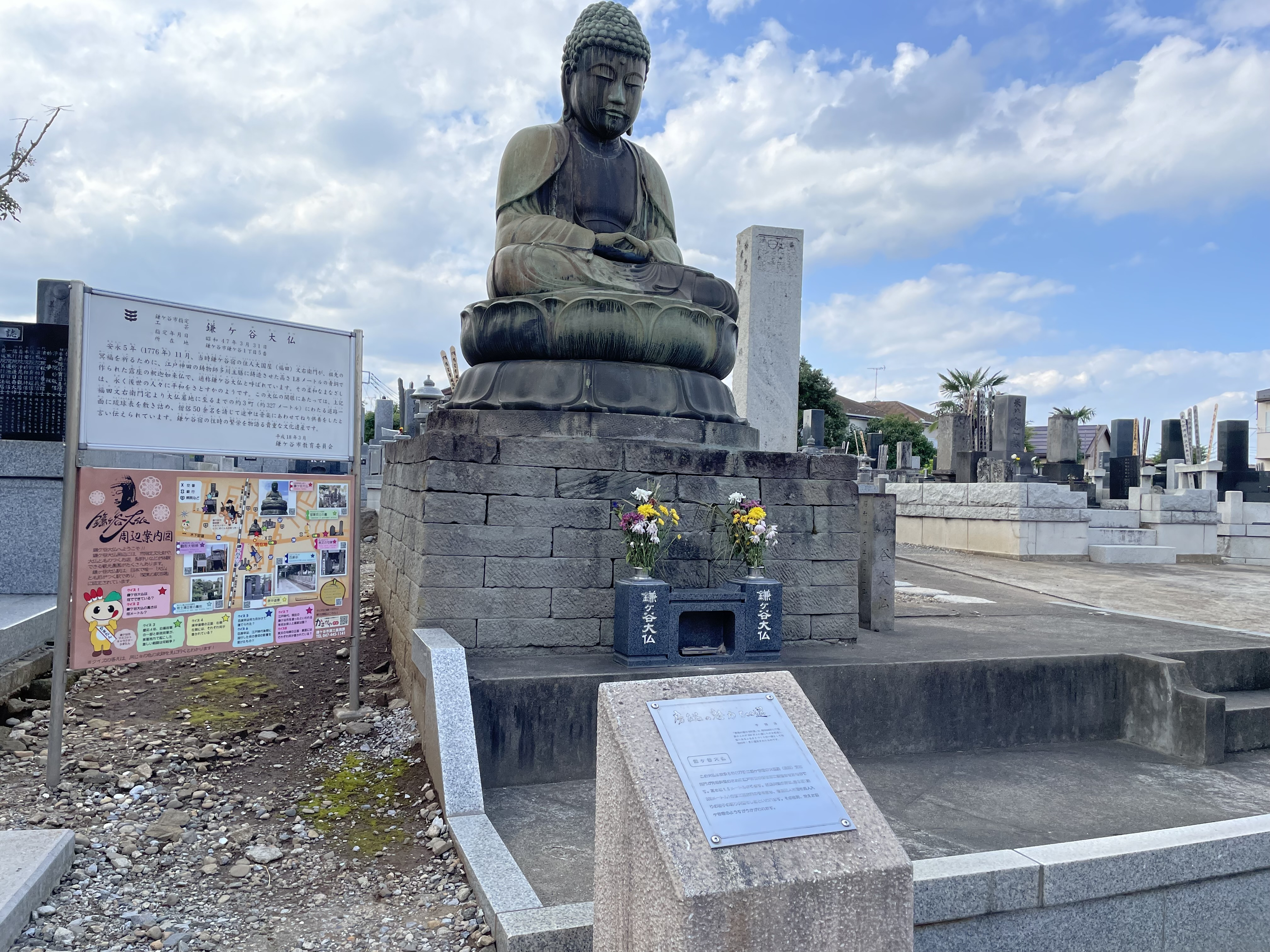
鎌ヶ谷大仏

鎌ヶ谷大仏駅（かまがやだいぶつえき）は、千葉県鎌ケ谷市鎌ケ谷にある、京成電鉄松戸線の駅である。駅番号はKS76。関東の駅百選に選定されている。

## 歴史
かつては京成津田沼駅から当駅折り返しの列車が運行されていた。とくに北総・公団線と相互直通運転を実施していた時期には、約半数ほどが当駅で折り返していた。津田沼方にあった分岐器はその後も輸送障害時や臨時列車等で使われることがあったが、現在は撤去されている。
- 1949年（昭和24年）1月8日：新京成電鉄新京成線の駅として開業[1]。
- 1998年（平成10年）：「関東の駅百選」に選定される。選定理由は「駅前の阿弥陀如来像の大仏に因んで付けられた駅名で歴史を感じさせてくれる駅」。
- 2014年（平成26年）2月：駅番号「SL13」を設定[2]。
- 2025年（令和7年）4月1日：新京成電鉄が京成電鉄への吸収合併に伴い、京成電鉄松戸線の駅となる。駅番号をSL13からKS76に変更[3]。

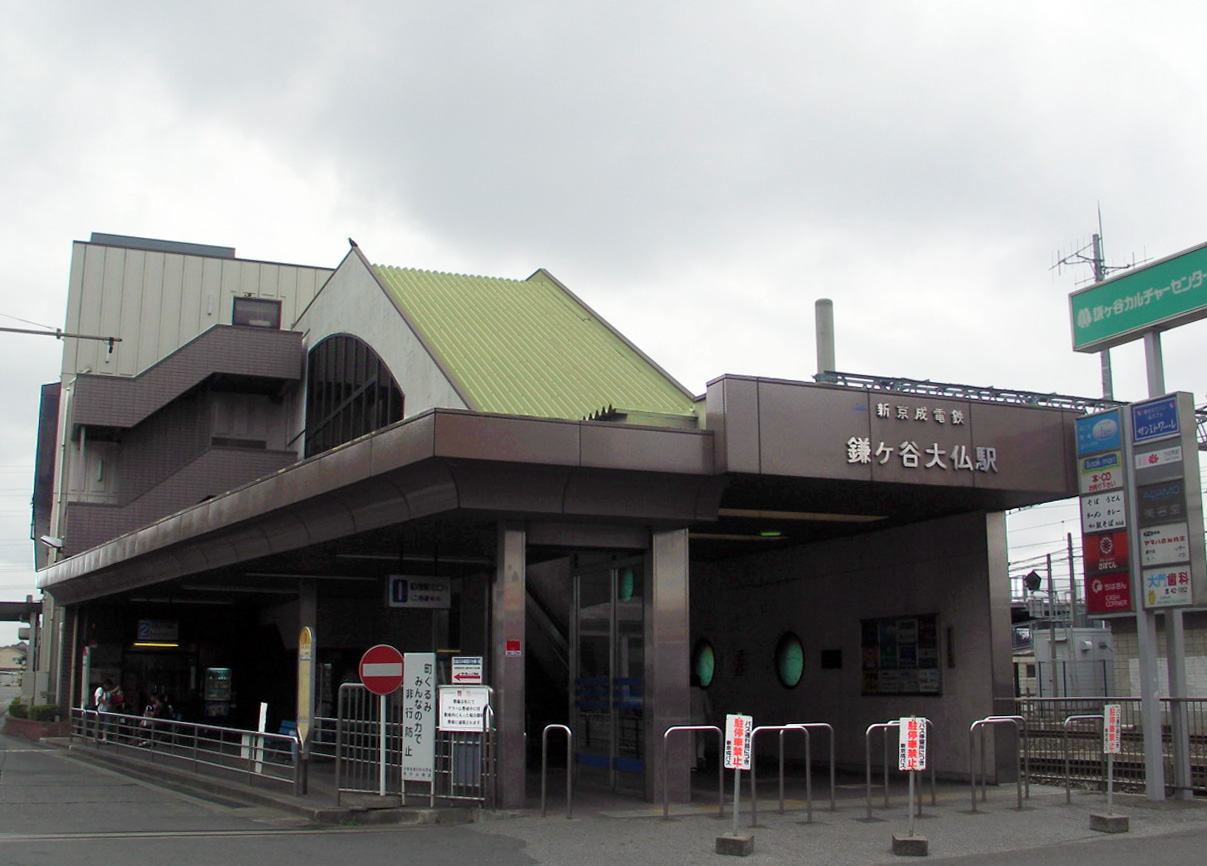
新京成電鉄時代の北口。駅名上部に「新京成電鉄」と記載されていた（2007年9月）
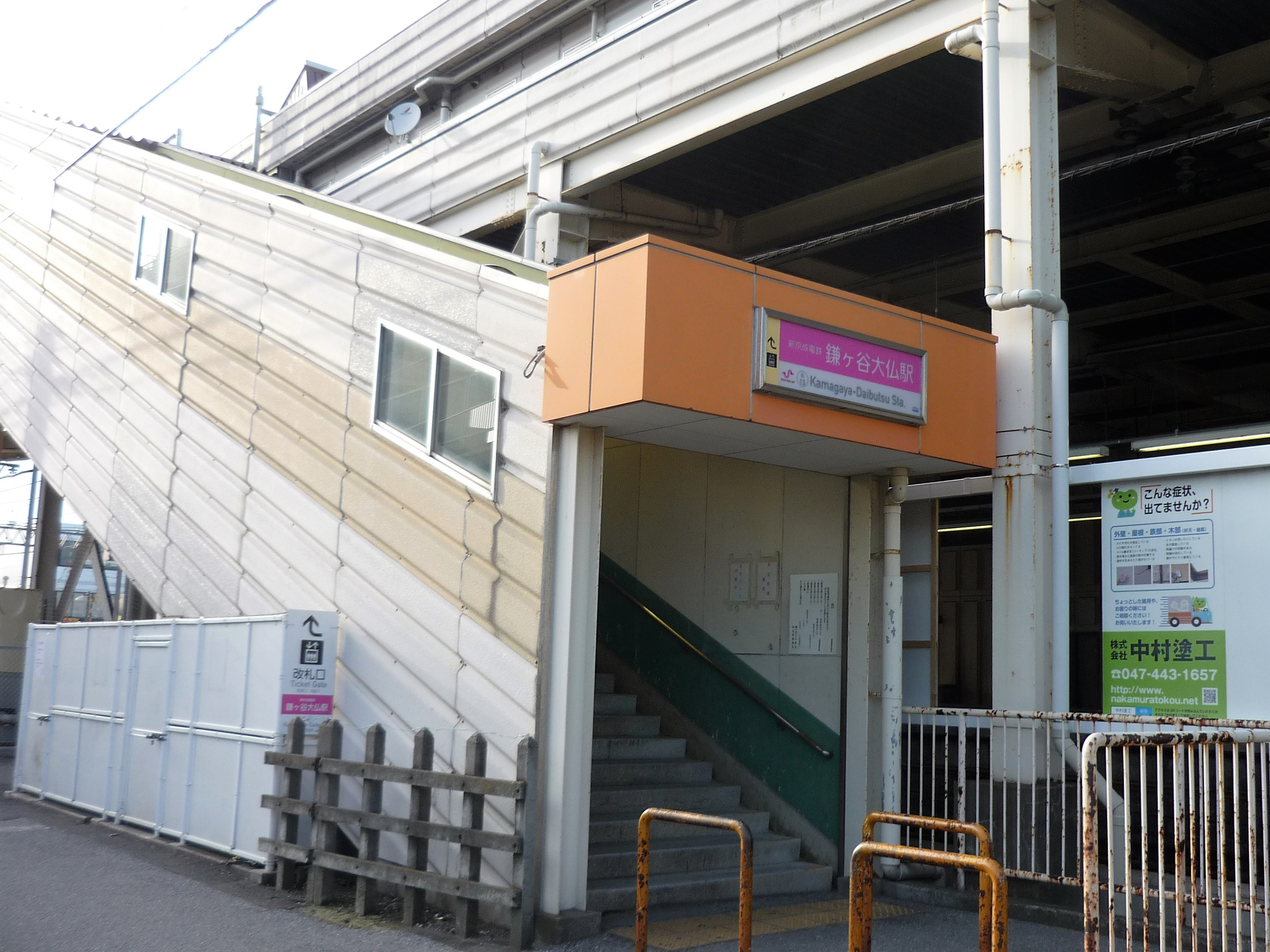
新京成電鉄時代の南口（2018年7月）

## 駅構造
島式ホームを持つ地上駅で、橋上駅舎を有する。

### のりば
| 番線 | 路線   | 方向 | 行先                                     |
| ---- | ------ | ---- | ---------------------------------------- |
| 1    | 松戸線 | 下り | 北習志野・新津田沼・京成津田沼・千葉方面 |
| 2    | 松戸線 | 上り | 新鎌ヶ谷・八柱・松戸方面                 |

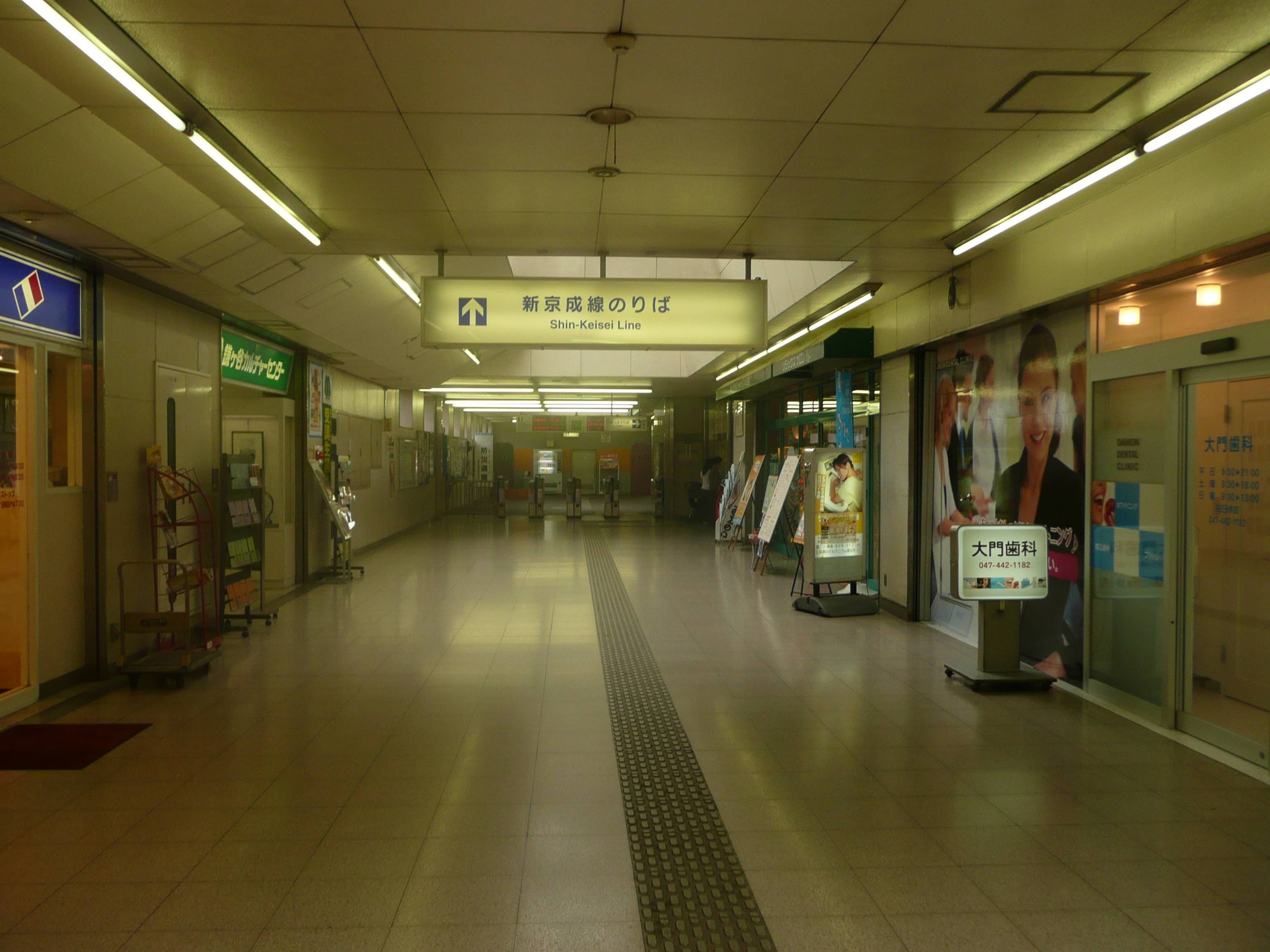
改札口（2008年9月）
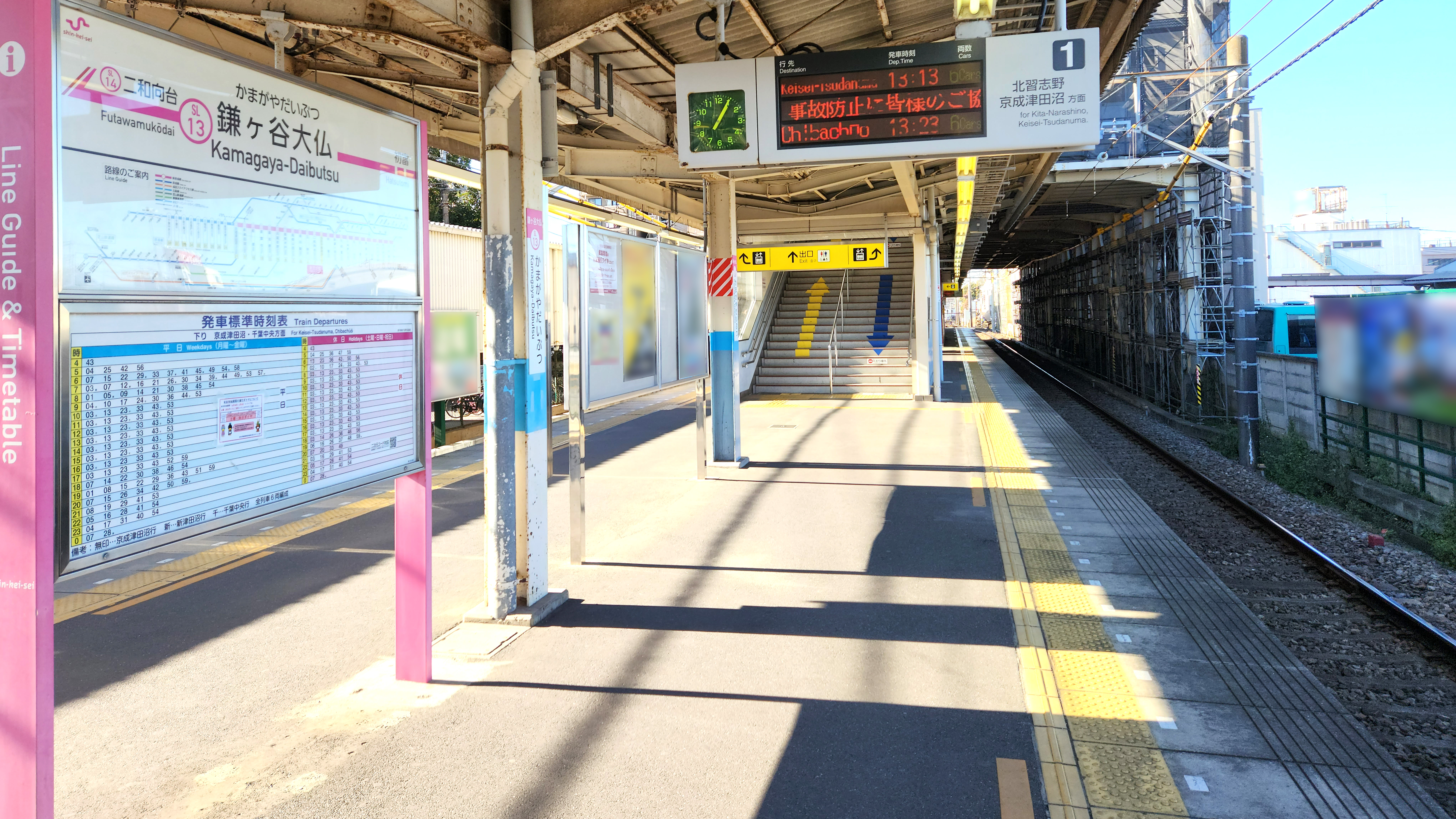
駅ホーム（2023年1月）

## 利用状況
2024年度の一日平均乗降人員は14,000人である。近年の推移は下表の通り。
| 年度               | 乗降人員 | 一日平均 乗車人員 |
| ------------------ | -------- | ----------------- |
| 2007年（平成19年） |          | 7,714             |
| 2008年（平成20年） |          | 7,671             |
| 2009年（平成21年） |          | 7,514             |
| 2010年（平成22年） |          | 7,419             |
| 2011年（平成23年） |          | 7,270             |
| 2012年（平成24年） |          | 7,369             |
| 2013年（平成25年） |          | 7,425             |
| 2014年（平成26年） |          | 7,269             |
| 2015年（平成27年） |          | 7,279             |
| 2016年（平成28年） |          | 7,289             |
| 2017年（平成29年） |          | 7,398             |
| 2018年（平成30年） |          | 7,418             |
| 2019年（令和元年） | 14,615   | 7,355             |
| 2020年（令和02年） | 11,509   |                   |
| 2021年（令和03年） | 12,120   |                   |
| 2022年（令和04年） | 13,127   |                   |
| 2023年（令和05年） | 13,702   |                   |
| 2024年（令和06年） | 14,000   |                   |

## 駅周辺
北口駅前には千葉県道59号市川印西線（木下街道）、千葉県道57号千葉鎌ケ谷松戸線が走り、古くから鎌ヶ谷宿一帯のシンボルとなっている鎌ヶ谷大仏がある。木下街道は、銚子から江戸への鮮魚輸送や常陸・下総の大名の参勤交代などでにぎわった重要な街道として賑わい、周辺には史跡も多くみられる。隣駅の二和向台駅は直線距離にして900メートル（m）しか離れておらず、当駅ホームから二和向台駅の駅舎を確認することができる。

### 駅ビル
- 鎌ヶ谷大仏駅ビル[4]（カフェ、ブティック、美容所などが入居）
  - 千葉銀行 鎌ケ谷支店鎌ヶ谷大仏駅出張所
  - 千葉興業銀行 鎌ケ谷支店鎌ヶ谷大仏駅出張所
  - 鎌ケ谷カルチャーセンター

### 主な周辺施設

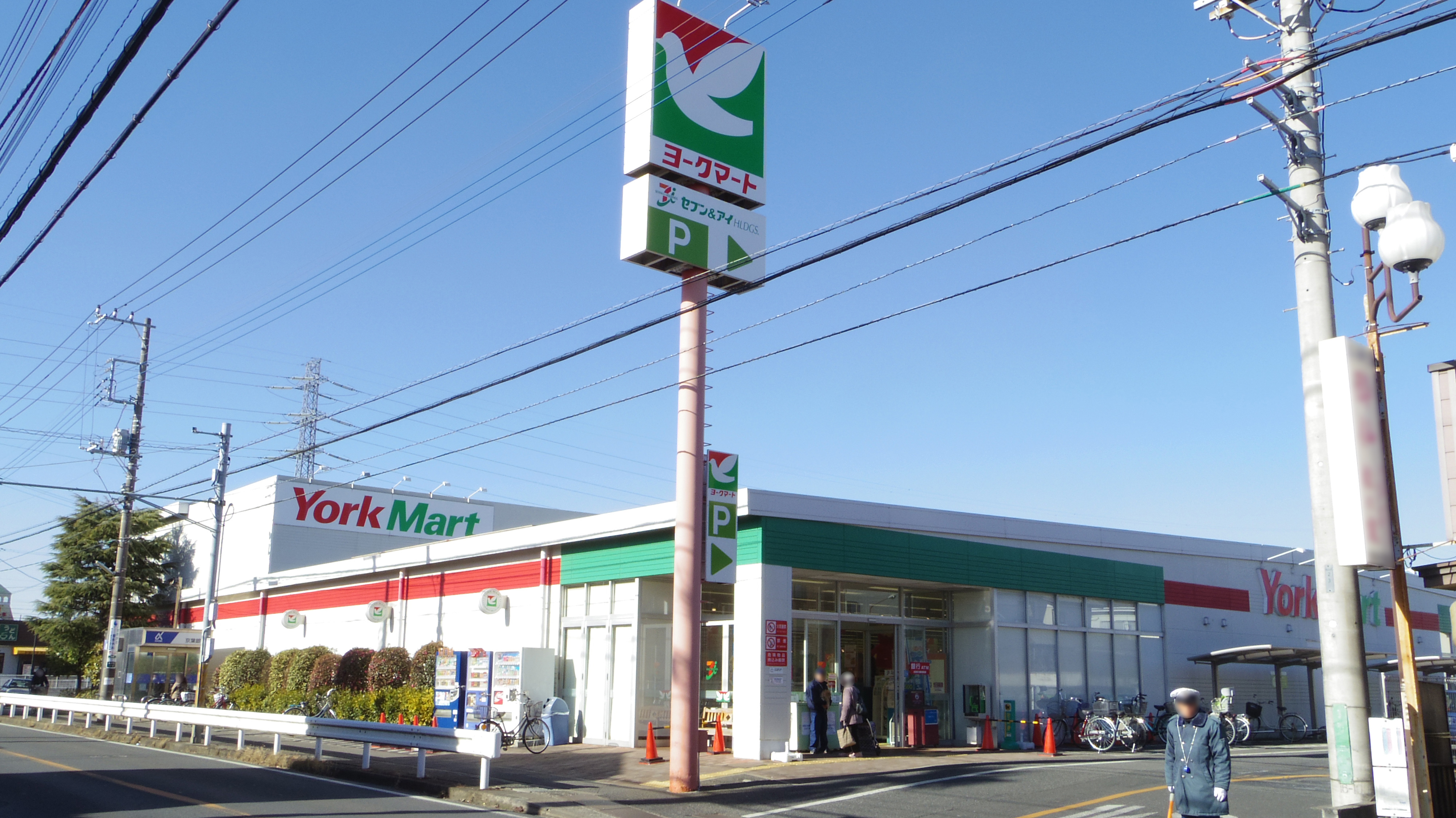
ヨークマート咲が丘店

- 鎌ケ谷警察署 鎌ケ谷大仏交番
- 鎌ケ谷市立第二中学校
- 船橋市立咲が丘小学校
- 鎌ヶ谷市立東部小学校
- 鎌ヶ谷初富郵便局
- 船橋三咲郵便局
- 船橋二和郵便局
- 船橋二和病院
- 京葉銀行 鎌ケ谷支店
- 千葉興業銀行 鎌ケ谷支店
- 船橋新京成バス 本社・鎌ヶ谷営業所
- ヨークマート 咲が丘店
- ヨークマート 東道野辺店
- マルエツ 鎌ヶ谷大仏店
- マルエツ 二和向台店
- マルエイ 南鎌ヶ谷店
- ジェーソン 鎌ヶ谷店
- ジェーソン 東鎌ケ谷店
- マツモトキヨシ 鎌ヶ谷店
- 八幡神社
- 鎌ヶ谷大仏
- ニッポー本社・鎌ヶ谷工場

## バス路線

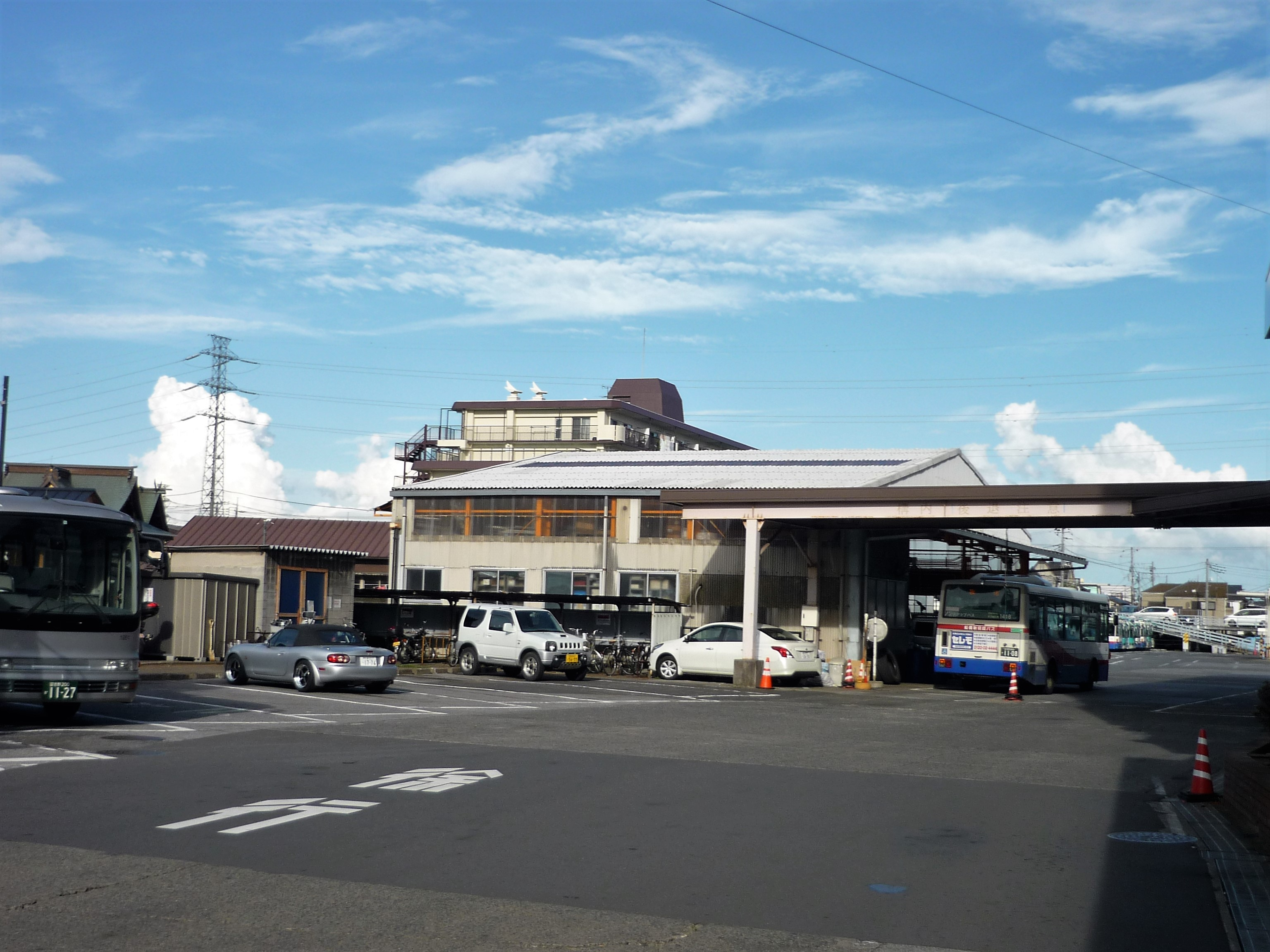
バスターミナルを兼ねた京成バス千葉ウエスト鎌ヶ谷営業所（2018年7月）

バスターミナルを兼ねた京成バス千葉ウエスト鎌ヶ谷営業所が併設されている。「船03」と「鎌01」が発車し、他の系統は構外のりば（木下街道沿い）から発車する。京成バス千葉ウエストの停留所名は「鎌ヶ谷大仏」、京成バス千葉セントラルは駅構外のりばから発車し、停留所名は「鎌ヶ谷大仏駅」である。
| 乗場            | 系統         | 主要経由地                                 | 行先               | 運行事業者              | 所管   | 備考     |
| --------------- | ------------ | ------------------------------------------ | ------------------ | ----------------------- | ------ | -------- |
| 構内 1番        | 船03         | 馬込沢・市立体育館・夏見台団地             | 船橋駅北口         | ■京成バス千葉ウエスト   | 鎌ヶ谷 |          |
| 構内 2番        | 鎌01         | 井草橋・井草県営住宅・高野台市民の森       | 北総白井病院       | ■京成バス千葉ウエスト   | 鎌ヶ谷 |          |
| 新京成 上り     | 船09         | 三咲駅・市立体育館・夏見台団地             | 船橋駅北口         | ■京成バス千葉ウエスト   | 鎌ヶ谷 | 同じ位置 |
| 新京成 上り     | 船33         | 三咲駅・医療センター・八栄小学校入口       | 船橋駅北口         | ■京成バス千葉ウエスト   | 鎌ヶ谷 | 同じ位置 |
| 新京成 下り     | 習02         | 大穴・古和釜十字路・東警察署前             | 北習志野駅         | ■京成バス千葉ウエスト   | 鎌ヶ谷 | 同じ位置 |
| 新京成 下り     | 鎌10         | 開拓入口・西白井駅                         | ニュータウン七次台 | ■京成バス千葉ウエスト   | 鎌ヶ谷 | 同じ位置 |
| 新京成 下り     | 鎌12         | 開拓入口                                   | 西白井駅           | ■京成バス千葉ウエスト   | 鎌ヶ谷 | 同じ位置 |
| ききょう号      | ききょう南線 | 東武鎌ケ谷駅・鎌ケ谷市役所                 | 新鎌ケ谷駅         | ■京成バス千葉ウエスト   | 鎌ヶ谷 | 同じ位置 |
| レインボー 下り | 白井線       | 八木が谷・根                               | 白井駅             | ■京成バス千葉セントラル | 白井   | 同じ位置 |
| レインボー 下り | 白井線       | 八木が谷・根・白井駅・白井                 | 白井車庫           | ■京成バス千葉セントラル | 白井   | 同じ位置 |
| レインボー 上り | 白井線       | 二和道・馬込沢駅・競馬場南門・東中山駅入口 | 西船橋駅           | ■京成バス千葉セントラル | 白井   |          |

## その他
当駅近くの出身で、プロ野球選手（千葉ロッテマリーンズ所属）の清田育宏が2015年にベストナインとゴールデングラブ賞を受賞したことを記念して、2016年（平成28年）6月10日手形のレリーフが構内に設置された。
JR線連絡乗車券の（新津田沼乗り換え）津田沼駅経由の発売は当駅までとなっている（松戸経由も発売）。初富駅から松戸方面は常磐線松戸駅経由のみ発売。

## 隣の駅
京成電鉄
 松戸線
初富駅 (KS77) - 鎌ヶ谷大仏駅 (KS76) - 二和向台駅 (KS75)